# Мелек Ібрагім-паша
Мелек Ібрагім-паша (д/н — 3 грудня 1685) — державний та військовий діяч Османської імперії. Відомий також як Шайтан Ібрагім-паша.

## Життєпис
Походження достеменно невідомо: був турком або вірменом. Сир Омар-аги, дефтердара (скарбника) еялету Діярбакир. Народився на початку 1600-х років у місті Дивриї (за іншими відомостями — Егин). Здобув освіту фінансиста. Згодом продовжив діяльність батька, дослужившись 1656 року до посади башдефтердар (державного скарбника), отримавши також звання третього візира.
1661 року призначено бейлербеєм Єгипту. Продовжив політику попередника — Мустафи-паші — щодо відновлення впливу центрального уряду та послаблення мамлюцьких беїв. На той час клан аль-Факарія зазнав занепаду. Тому Ібрагім-паша зосередив увагу на клані аль-Касимійя. 1662 року влаштував страту Ахмед-бея, очільника аль-Касимії, чим значно послабив мамлюків. Разом з тим не намагався повністю знищити останніх. Тому ті беї, що не намагалися перебрати повноваження бейлербея залишилися на своїх посадах.
1663 року повернувся до Стамбула. тут оженився на Рукіє Султан, стриєчній сестрі султана Мехмеда IV. Пара побудувала собі новий прибережний палац, зрівнявши з землею яли Валіде Сафіє Султан в Ортакей Дефтердарбурну, переданий у власність Рукіе Султан. Ібрагім Паша також реставрував мечеть Дефтербарбурну. 1669 року призначений пашею Дамаску. Перебував на посаді до 1671 року.
1677 року призначено бейлербеєм Озі. Того ж року очолив Перший Чигиринський похід, але не досяг успіху. Тут здобув прізвисько Ібрагім Шайтан. Наступного року переведено на посаду паши Мореї. Згодом став очільником Ерзурумського еялету.
1683 року з початком війни з Австрією призначений бейлербеєм Буди. Того ж року разом з кримським ханом Мурадом Ґераєм виступив проти плану великого візира Кари-Мустафи щодо облоги Відня. Після поразки османських військ у Віденський битві 1684 року успішно протидіяв австрійським військам, що намагалися захопити Буду, за що отримав від султана прізвисько мелек (янгол).
Призначений сердаром (командувачем) османських військ в Угорщині. Втім 16 серпня 1685 року зазнав тяжкої поразки в битві під Естергомом від німецько-польських військ під орудою герцога Карла Лотаринзького. Опинившись в складній ситуації, Ібрагім-паша розпочав перемовини з останнім щодо виходу з міста Ессек Великий візир Байбуртлу Кара Ібрагім-паша за це оголосив Мелек Ібрагім-пашу зрадником й домігся у султана його страти 3 грудня 1685 року.

## Родина
Дружина Рукіе Султан народила двох дочок: Айше (померла в 1717 році) й Фатіму (померла в 1727 році).